# 앤 매그너슨

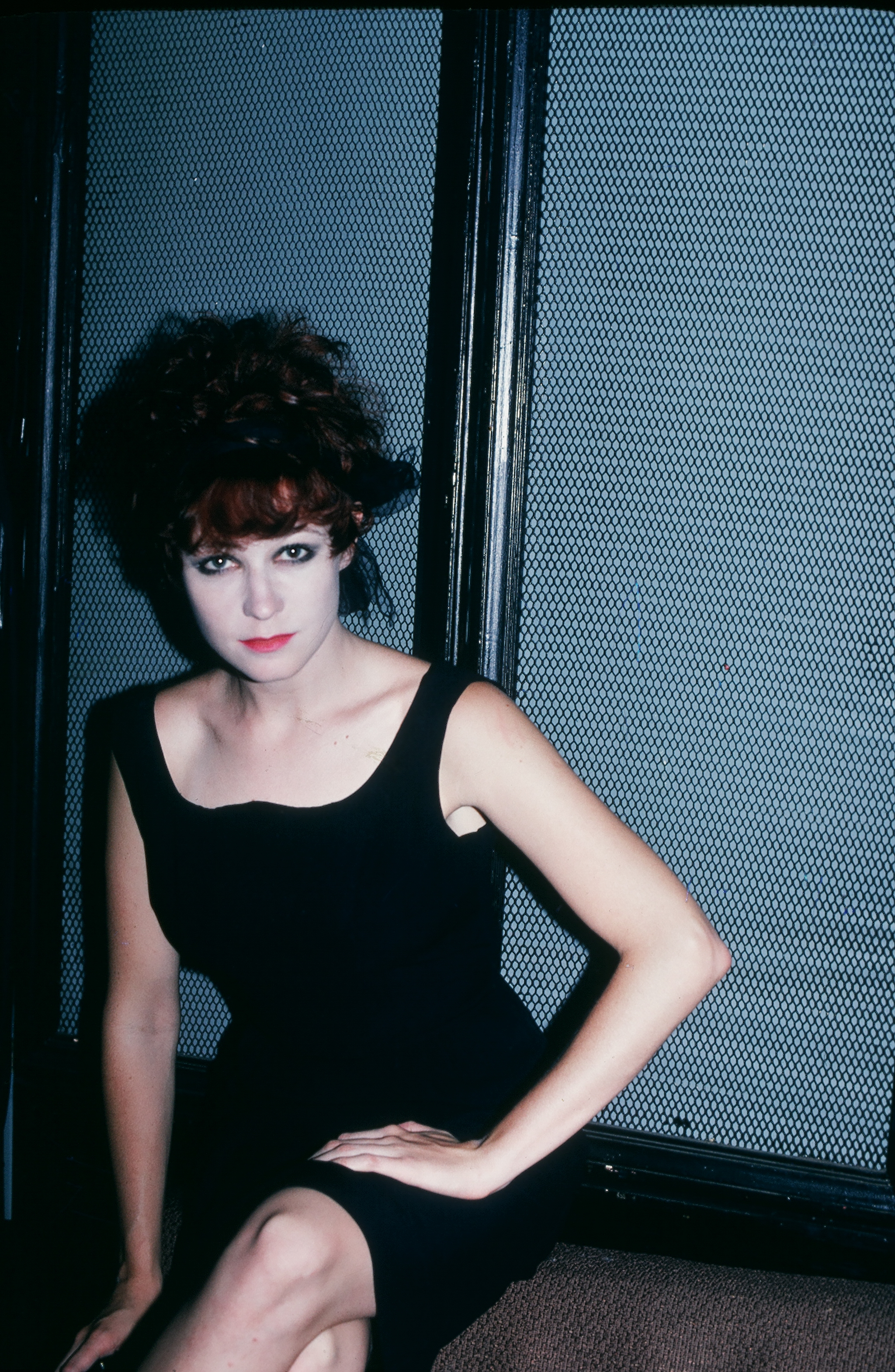

앤 매그너슨(Ann Magnuson, 1956년 1월 4일 ~ )은 미국의 배우, 행위 예술가, 가수이다.
찰스턴에서 태어났다.

## 영화
- 리브 어게인 (2015년) - 루실 역
- 조브리아스 A.D. (2012, Jobriath A.D.) - 본인 (다큐멘터리)
- 우먼스 픽쳐 (2011년)
- 로즈 (2011년)
- 해피니스 런스 (2010년)
- 아리아 위드 어 트위스트 (2010년)
- 블랭크 시티 (2010년)
- 노미 송 (2004년) - 본인 역
- 유나이티드 스테이츠 오브 리랜드 (2003년)
- 패닉 룸 (2002년) - 리디아 린치 역
- 나이트 앳 더 골든 이글 (2001년)
- 글리터 (2001년) - 켈리 역
- 케이브맨 (2001년)
- 좋든 싫든: 헤드윅 이야기 (2001년)
- 러브 앤 섹스 (2000년)
- 프렌즈 & 러버스 (1999년)
- 아이 워크 업 어리 더 데이 아이 다이드 (1998년)
- 스몰 솔저 (1998년) - 아이린 애버내시 역
- 휴고 풀 (1997년)
- 스틸 브리딩 (1997년)
- 비포 앤 애프터 (1996년)
- 맨발의 경영자 (1995년)
- 못말리는 초보 선원 (1994년)
- 긴급 명령 (1994년) - 모이라 울프슨 역
- 사설 탐정 해리 (1990년)
- 천사의 키스 (1989년)
- 지미의 사춘기 (1988년) - 조이스 픽켓 역
- 불타는 태양 (1988년)
- 사이보그 유리시즈 (1987, Making Mr. Right)
- 슬립워크 (1986년)
- 악마의 키스 (1983년)
- 보텍스 (1982년)